# يان ميدلتون
يان ميدلتون (بالإنجليزية: Ian Middleton)‏ هو مجدف بريطاني، ولد في 27 يونيو 1995.

## وصلات خارجية
- يان ميدلتون على موقع الاتحاد الدولي للتجديف (الإنجليزية)